# Svartabborrtjärnen (Piteå socken, Norrbotten)
Svartabborrtjärnen är en sjö i Piteå kommun i Norrbotten och ingår i Byskeälvens huvudavrinningsområde. Svartabborrtjärnen ligger i Byskeälven Natura 2000-område.